# Koki Hinokio
Koki Hinokio (japanisch 檜尾 昂樹 Hinokio Kōki; * 26. Februar 2001 in Osaka) ist ein japanischer Fußballspieler, der hauptsächlich im offensiven Mittelfeld spielt.

## Karriere

### Verein
In seiner Jugend spielte Hinokio von 2016 bis 2019 für die Kumiyama HS. Hinokios Karriere begann 2019 bei Stomil Olsztyn in Polen, wo er bis 2021 insgesamt 50 Spiele bestritt und sieben Tore erzielte.
Im Jahr 2021 wechselte Hinokio zu Zagłębie Lubin, wo er bis 2023 einen Vertrag hatte. Er kam auf 15 Einsätze, jedoch ohne Torerfolg.
Während seiner Zeit bei Zagłębie Lubin wurde Hinokio in der Saison 2021/22 an FKS Stal Mielec ausgeliehen, wo er in 14 Spielen ein Tor erzielte.
Seit Februar 2023 steht Hinokio fest bei FKS Stal Mielec unter Vertrag.